# Velizar Chernokozhev
Velizar Chernokozhev (en bulgare : Велизар Чернокожев) est un joueur bulgare de volley-ball né le 23 avril 1995 à Tryavna. Il joue au poste de attaquant.

## Palmarès

### Clubs
Coupe de Bulgarie:
- 2014

Championnat de Bulgarie:
- 2016
- 2014

Ligue des Champions:
- 2017

Coupe de Turquie:
- 2018

Championnat de Turquie:
- 2018

### Équipe nationale
Jeux Européens:
- 2015